# Agent judiciaire de l'État (France)
Pour les articles homonymes, voir AJT.
En France, l'agent judiciaire de l’État (AJE), dénommé agent judiciaire du Trésor public, agence judiciaire du Trésor public ou agent judiciaire du Trésor entre 1790 et 2012, détient le monopole de la défense des intérêts pécuniaires de l’État devant les juridictions judiciaires. Il agit aussi bien en demande, pour recouvrer des créances de l’État, qu’en défense, concernant des dettes réclamées à l’État.
Depuis 1998, cette fonction est dévolue aux ministères économiques et financiers.
Depuis le 13 Mai 2024, Clémence Olsina est agent judiciaire de l’État en tant que directrice des affaires juridiques des ministères économiques et financiers.

## Histoire

### Agent judiciaire du Trésor public (1790)
La fonction d’agent judiciaire du Trésor public est créée à la Révolution française par l’article 3 du décret du 21 juillet – 15 août 1790, complété par le décret des 27 – 31 août 1791, avec une double fonction : d’une part, assurer la représentation unique et cohérente de l’État devant l’ordre judiciaire (« demandes et répétitions formées judiciairement contre la nation ») et, d’autre part, assurer le recouvrement de l’impôt (« créances actives du Trésor public qui donnent ou donneront lieu à des actions judiciaires »).

### Agence judiciaire du Trésor public (1844)
Des missions d’expertise juridique au profit de l’ensemble des administrations lui sont confiées en 1844, faisant de lui une « agence judiciaire du Trésor public ».
En 1992, la mission de recouvrement des créances est transférée aux comptables publics et l’agent judiciaire du Trésor public perd cette mission.

### Intégration à la direction des affaires juridiques des ministères financiers (1998)
En 1998, l’agence judiciaire du Trésor public est incorporée à la nouvelle direction des affaires juridiques des ministères économiques et financiers et les fonctions d’agent judiciaire du Trésor sont alors dévolues au directeur des affaires juridiques.

### Agent judiciaire de l’État (2012)
En 2012, l’« agent judiciaire du Trésor » prend le nom d’« agent judiciaire de l’État ».
Cette nouvelle dénomination affirme le caractère interministériel et général de l’agent judiciaire qui este en justice au nom de l’État. Elle tend également à supprimer la confusion, y compris pour les juridictions, entre les missions de l’agent judiciaire et de l’administration fiscale en matière de recouvrement,.
Ce changement de dénomination ne modifie pas ses compétences.

## Monopole de représentation judiciaire de l’État
L’agent judiciaire de l’État tire de l’article 38 de la loi du 3 avril 1955 un monopole légal dans la représentation de l’État devant les tribunaux judiciaires pour assurer la défense de ses intérêts pécuniaires : 

« Toute action portée devant les tribunaux de l’ordre judiciaire et tendant à faire déclarer l’État créancier ou débiteur pour des causes étrangères à l’impôt et au domaine doit, sauf exception prévue par la loi, être intentée à peine de nullité par ou contre l’agent judiciaire de l’État. »

— Article 38 de la loi no 55-366 du 3 avril 1955 relative au développement des crédits affectés aux dépenses du ministère des finances et des affaires économiques pour l’exercice 1955 (modifiée).
L’agent judiciaire de l’État a compétence uniquement pour les condamnations pécuniaires à titre principal. À peine de violation de la loi, les condamnations pécuniaires accessoires ne relèvent pas de sa compétence, telles les demandes d’astreinte et de liquidation d’astreinte sans prétention financière ou les condamnations aux dépens. Ainsi, la Cour de cassation reconnaît que la représentation de l’agent judiciaire de l’État doit être exclue lorsque l’action devant le juge judiciaire n’a pas pour objet principal de faire déclarer l’État débiteur, même si une demande de condamnation à indemniser les frais exposés non compris dans les dépens est formée contre l’État. Toutefois, l’agent judiciaire de l’État est toujours recevable à former un pourvoi contre toute décision judiciaire condamnant l’État pour faute et lui assignant une charge de réparation s’il n’a pu être légalement représenté.
Son monopole de compétence est d’ordre public, c’est-à-dire que ce moyen doit être soulevé d’office par le juge et peut l’être par toute partie à l’instance, sauf à encourir la nullité. Dès lors, l’État ne peut pas renoncer à s’en prévaloir et il ne peut pas être représenté par un autre fonctionnaire (tel le représentant de l’État dans le département) que l’agent judiciaire de l’État devant les tribunaux judiciaires, en ce qui concerne les intérêts pécuniaires de l’administration. En matière pécuniaire, aucune administration ne peut ester directement en justice, sans être représentée par l’agent judiciaire de l’État.

### Exceptions au monopole
L’article 38 de la loi du 3 avril 1955, complété par d’autres dispositions législatives, limite le mandat légal de l’agent judiciaire de l’État, :
- en matière domaniale[15] ;
- en matière fiscale[16] ;
- en matière douanière[17],[18] ;
- en matière d’expropriation pour cause d’utilité publique, sauf pour l’allocation de dommages-intérêts ou d’une indemnité, en vertu du code de l’expropriation pour cause d’utilité publique ;
- en matière d’enseignement[19] ;  et,
- en matière de réquisition de biens ou de services[20].

### Types d’interventions
L’agent judiciaire de l’État intervient, sur saisine de l’administration, citation, assignation ou avis du ministère public, dans les dossiers intéressant l’État devant les juridictions judiciaires, soit parce que son activité est contestée, soit parce que l’État demande réparation de son préjudice, soit parce qu’un agent de l’État est poursuivi en réparation pécuniaire.

#### Actions en demande
L’agent judiciaire de l’État peut se constituer partie civile :
- pour toute infraction ayant entraîné un préjudice pour l’administration (dégradation de bien public, détournement, extorsion, favoritisme, corruption, remboursement des frais engagés par l’État à la suite d’une pollution, nuisance à l’image de l’État de la part d’un agent[22],[23]) ;
- pour toute de remboursement de frais occasionnés (dit « débours ») par un accident ou une agression sur un fonctionnaire (l’appel de l’agent judiciaire de l’État est alors obligatoire pour représenter l’État en tant qu’organisme social de l’agent, à peine de nullité sur le fond[24]).

L’agent judiciaire de l’État peut également émettre et rendre exécutoires les titres de perception nécessaires pour recouvrir les créances certaines de leur montant, liquides et exigibles de l’État, en-dehors des matières domaniale et fiscale. En 2021, l’agent judiciaire de l’État a émis 385 titres exécutoires, dont 30 pour un montant supérieur à 100 000 €.
Le recouvrement des créances constituées à l’issue d’une procédure judiciaire en demande est opéré par le comptable public. En matière pénale, le recouvrement est assuré par le directeur départemental ou régional des finances publiques.Toutefois, en matière civile, l’agent judiciaire de l’État peut émettre un titre de perception à l’encontre du débiteur pour prise en charge par le comptable public territorialement compétent.
En 2020, l’État a obtenu 17 850 934 € en demande.

#### Actions en défense
Sous réserve de la compétence de la juridiction administrative et de la dualité des ordres de juridiction, l’agent judiciaire de l’État peut être assigné, au nom de l’État, devant un tribunal judiciaire par un tiers :
- en matière d’accidents causés par les agents de l’État (la responsabilité de l’État est alors substituée à la responsabilité personnelle de l’agent) ;
- en matière de libertés publiques (tout dysfonctionnement du service public de la justice entraînant une durée excessive de jugement et susceptible de faire naître un préjudice[28], sur le fondement de l’article L141-1 du code de l’organisation judiciaire[29] ; tout dommage causé par les activités de police judiciaire ; toute contestation d’une mesure d’hospitalisation sans consentement ; tout dommage résultant d’une voie de fait de l’administration, c’est-à-dire d’une exécution forcée, dans des conditions irrégulières ou insusceptibles de se rattacher à un pouvoir de l’administration, portant une atteinte grave au droit de propriété ou à une liberté fondamentale ; toute emprise irrégulière ; tout dysfonctionnement du service public de l’état civil comme le refus par l’état civil de délivrer un certificat de nationalité française ; tout dysfonctionnement du service public des tutelles ; et, toute demande en indemnisation de personnes détenues provisoirement dans le cadre d’une affaire ayant donné lieu à un non-lieu, une relaxe ou un acquittement) ;
- en matière de droit social, devant le conseil des prud’hommes et le pôle social des tribunaux judiciaires (anciennement tribunal des affaires de sécurité sociale), en ce qui concerne les agents contractuels de l’État, le paiement des cotisations sociales pour les collaborateurs occasionnels du service public de droit privé, le contentieux des maladies professionnelles et accidents du travail ainsi que la mise en cause de la responsabilité de l’État en tant qu’employeur pour faute inexcusable ;
- en matière de droit économique et financier, en ce qui concerne les contentieux nés de contrats de droit privé conclus par l’État, les contentieux de la construction lorsque l’État est maître d’œuvre, les contentieux de la propriété intellectuelle de l’État ainsi que les contentieux du droit des sociétés lorsque l’État est administrateur d’une entreprise commerciale ; et,
- en matière de contestation d’un titre de perception exécutoire, sauf si l’opposition concerne les modalités de recouvrement ou si l’opposition est portée devant le tribunal administratif.

La dépense consécutive à une condamnation de l’État est imputée au budget de l’ordonnateur du département ministériel concerné. En 2020, le montant total des condamnations de l’État en défense s’élève à 20 337 552 €. L’agent judiciaire de l’État n’assure, sur son propre budget, que le règlement des frais de justice, d’actes et d’instances et honoraires d’avocats et d’huissiers de justice. En 2020, le coût global des contentieux de l’agent judiciaire de l’État s’élève à 4 356 621,03 € et les dépenses auxquels l’État a été condamné s’élèvent à 32 398,07 €.

#### Transiger au nom de l’État
En 2011, le Premier ministre a encouragé l’administration à recourir aux règlements amiables des conflits, pour éviter les procédures contentieuses devant les tribunaux. L’agent judiciaire de l’État a donc recours aux transactions, pour éviter des procédures longues, préserver l’image de l’État, favoriser une indemnité rapide des parties, assurer une gestion économe des deniers publics et décharger les juridictions.
Lorsqu’une procédure judiciaire est en cours, l’agent judiciaire de l’État est seul compétent pour transiger au nom de l’État.
En 2021, l’agent judiciaire de l’État a conclu 17 transactions.

## Représentation

### Directeur des affaires juridiques, agent judiciaire de l’État
Les activités de l’agent judiciaire de l’État sont gérées par la direction des affaires juridiques des ministères économiques et financiers. Depuis 1998, les fonctions d’agent judiciaire de l’État sont dévolues au directeur des affaires juridiques.
Outre l’adjoint du directeur des affaires juridiques également agent judiciaire adjoint de l’État, d’autres agents judiciaires adjoints de l’État nommés parmi les sous-directeurs et les chefs de bureau de la direction des affaires juridiques. Les services de la direction des affaires juridiques, notamment les bureaux de la sous-direction du droit privé et pénal (droit privé général ; droit pénal et de la protection juridique ; droit de la réparation civile), assistent l’agent judiciaire de l’État.

### Avocats
En pratique, l’agent judiciaire de l’État est représenté par des avocats près les tribunaux judiciaires,. Nommés par le ministre chargé du budget, ils sont désignés à l’issue d’une procédure de marché public depuis 2007. Ces avocats sont soumis à des obligations particulières comme celles de ne pas plaider contre l’État et de faire l’objet d’évaluations régulières.
En 2021, 112 cabinets d’avocats et 200 avocats assurent la représentation de l’agent judiciaire de l’État.